# Форт Тајкондерога
Форт Тајкондерога (енгл. Fort Ticonderoga), раније Форт Каријон, је велика звездаста тврђава из 18. века које су изградили Французи у сужењу у близини јужног краја језера Шамплејн, на северу данашње државе Њујорк у Сједињеним Државама. Изградио је канадско-француски војни инжењер маркиз од Лотбинијера између октобра 1755. и 1757. за време Седмогодишњег рата, односно Француског и индијског рата како се често назива у САД. Тврђава је била од стратешког значаја током колонијалних сукоба 18. века између Велике Британије и Француске, а опет је играла важну улогу током Америчког револуционарног рата.
Тврђава је контролисала копнену везу поред брзацима испуњене реке Лашут између језера Шамплејн и Џорџ и била је стратешки постављена у сукобима због контроле над трговачких путева између долине реке Хадсон под британски контролом и долини реке Сен Лорен под француском контролом. Терен је појачао значај тврђаве. Оба језера су дуга и уска, оријентисана у правцу север-југ, исто као што се многи гребени Апалача који се протежу ка југу све до Џорџије, стварајући скоро непроходан планински терени источно и западно од долине Великих Апалача од места којим је тврђава господарила. Име Тајкондерога потиче од ирокешке речи tekontaró:ken, што значи „на раскрсници два пловна пута“.
Током битке код Каријона из 1758., 4000 француских бранилаца је успело да у близини тврђаве одбије напад 16.000 британских војника. Британци су се вратили 1759. и истерали малобројни француски гарнизон тако што су просто заузели узвишење које је угрожавало тврђаву. Током Америчког револуционарног рата, зутврђење је поново нападнуто у мају 1775, када су Зелени планински момци и милиције других држава под командом Итана Алена и Бенедикта Арнолда заузели тврђаву у изненадном нападу. Заробљени топови су пребачени у Бостон, где је њихов размештај принудио Британце да напусте град у марту 1776. после вишемесечне опсаде Бостона. Американци су држали тврђаву до јуна 1777, када су британске снаге под генералом Џоном Бергојном поново заузели узвишење изнад тврђаве и угрозили припаднике Континенталне војске, што их је преселило да се повуку из тврђаве и околних одбрамбених положаја. Једини директан напад на тврђаву је изведен у септембру 1777, када је Џон Браун довео 500 Американаца у неуспешном покушају да заузму тврђаву од око 100 британских бранитеља.
Британски напустила тврђаву након неуспеха Саратошке кампање, и тврђава је престала да буде од војног значаја после 1781. Тврђава је постајала рушевина, што је омогућило неким људима да скину корисно камење, метал и дрво. Тврђава је постала туристичка дестинација у 19. веку. Њени власници су почетком 20. века обновили тврђаву. Једна фондација сада води тврђаву као туристичку атракцију, музеј и истраживачки центар.